# Lesley-Anne Down
Lesley-Anne Down, född 17 mars 1954 i Wandsworth, London, är en brittisk skådespelare och fotomodell. Down fick sitt genomslag i tv-serien Herrskap och tjänstefolk.

## Biografi
Vid tio års ålder började Down arbeta som modell. 1970 blev Lesley-Anne Down utsedd till "Den vackraste tonåringen" i England.
Hon har medverkat i flertal olika filmer och serier, bland annat i Herrskap och tjänstefolk, Rosa Pantern slår igen, Glamour, Nord och Syd och Dallas.
I Sunset Beach spelade hon Olivia Richards, alkoholisten som blir gravid med sin dotters make. När Olivia var gravid i serien så var Down gravid på riktigt. När Olivia sedan for iväg på en kryssning där hon träffade A.J., födde Down sin son.

### Privatliv
När Lesley-Anne Down var 15 år träffade hon Bruce Robinson, med vilken hon levde tillsammans i tio år. När hon var 17 år bosatte hon sig i USA.
Down har varit gift tre gånger, inklusive med nuvarande maken Don E. FauntLeRoy sedan 1985, med vilken hon har sonen George-Edward (född 1998). (FauntLeRoy har dessutom också två döttrar från sitt första äktenskap med Susan Ducat.) Down och FauntLeRoy träffades när hon filmade miniserien Nord och Syd (1985). Down har också en son från sitt andra äktenskap med William Friedkin (1982-1985), Jack (född 1982). Hennes första äktenskap var med Enrique Gabriel (gift 2 mars 1980-1981).

## Filmografi i urval
- Jag ett monster (1971; Countess Dracula)
- Skuggor från dödsriket (1973; From Beyond the Grave)
- Herrskap och tjänstefolk (TV-serie) (1973-1975; Upstairs, Downstairs)
- Rosa Pantern slår igen (1976; The Pink Panther Strikes Again)
- Sommarnattens leende (1977; A Little Night Music)
- Det stora tågrånet (1979; The First Great Train Robbery)
- I skuggan av ett krig (1979; Hanover Street)
- Mord är lätt (1982)
- Ringaren i Notre Dame (1982)
- Nord och Syd (TV-serie) (1985-1986; North and South)
- Damernas, (1988, Ladykillers)
- Dallas (TV-serie) (1990; Dallas)
- Death Wish V: The Face of Death (1994)
- Prime Suspect (1995)
- Sunset Beach (TV-serie) (1997-1999; Sunset Beach)
- Haunted (2014)